# マルティン・フィス
マルティン・フィス（Martín Fiz Martin, 1963年3月3日 - ）は、スペインの元マラソン選手。

## 経歴
アラバ県ビトリア出身。1994年のヨーロッパ陸上選手権の優勝で頭角を現し、1995年世界陸上選手権で金メダル、1997年世界陸上選手権で銀メダルを獲得し、同国のアベル・アントンとともに1990年代を代表する選手として活躍した。当時、スペインは男子マラソンで有力な選手を数々輩出し、日本では無敵艦隊ともうたわれた。
オリンピックでのメダル獲得はならなかった。日本では1997年からびわ湖毎日マラソンに5年連続で出場し、1997年に当時の大会新記録となる2時間8分5秒のタイムで初優勝。翌1998年には準優勝（優勝は小島宗幸）、1999年と翌年2000年を連覇（いずれも2時間8分台のタイム）し、計3回優勝、「びわ湖を変えた男」といわれた。マラソンを始めたきっかけは瀬古利彦への憧れであり、谷口浩美からマラソンに取り組む姿勢を学んだという。藤田敦史が尊敬した選手としても知られた。